# 霍夫卡嗜眼吸虫
霍夫卡嗜眼吸虫（学名：Philophthalmus hovorkai）为嗜眼科嗜眼属的动物。分布于南斯拉夫以及中国大陆的广东肇庆等地，营寄生生活，终末宿主家鹅以及寄生在眼结膜囊。